# Pseudoparmena borchmanni
Pseudoparmena borchmanni är en skalbaggsart som beskrevs av Stefan von Breuning 1956. Pseudoparmena borchmanni ingår i släktet Pseudoparmena och familjen långhorningar. Inga underarter finns listade i Catalogue of Life.